# ويليام ليون (عسكري)
ويليام ليون (بالإنجليزية: William Lyon)‏ هو عسكري أمريكي، ولد في 8 مارس 1923 في لوس أنجلوس في الولايات المتحدة.

## وصلات خارجية
- ويليام ليون على موقع إن إن دي بي (الإنجليزية)